# St. Alban (Sankt Alban)

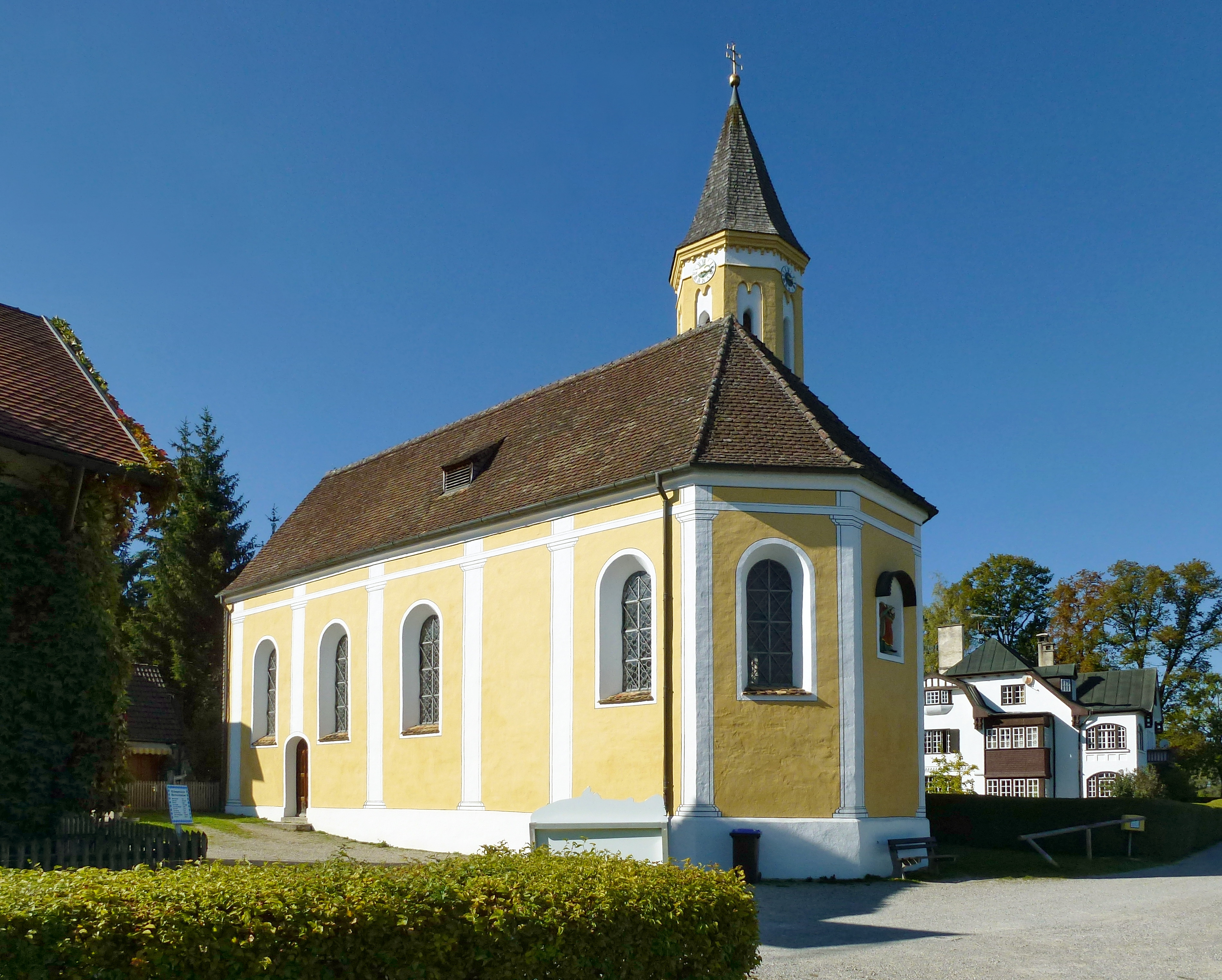
Filialkirche St. Alban

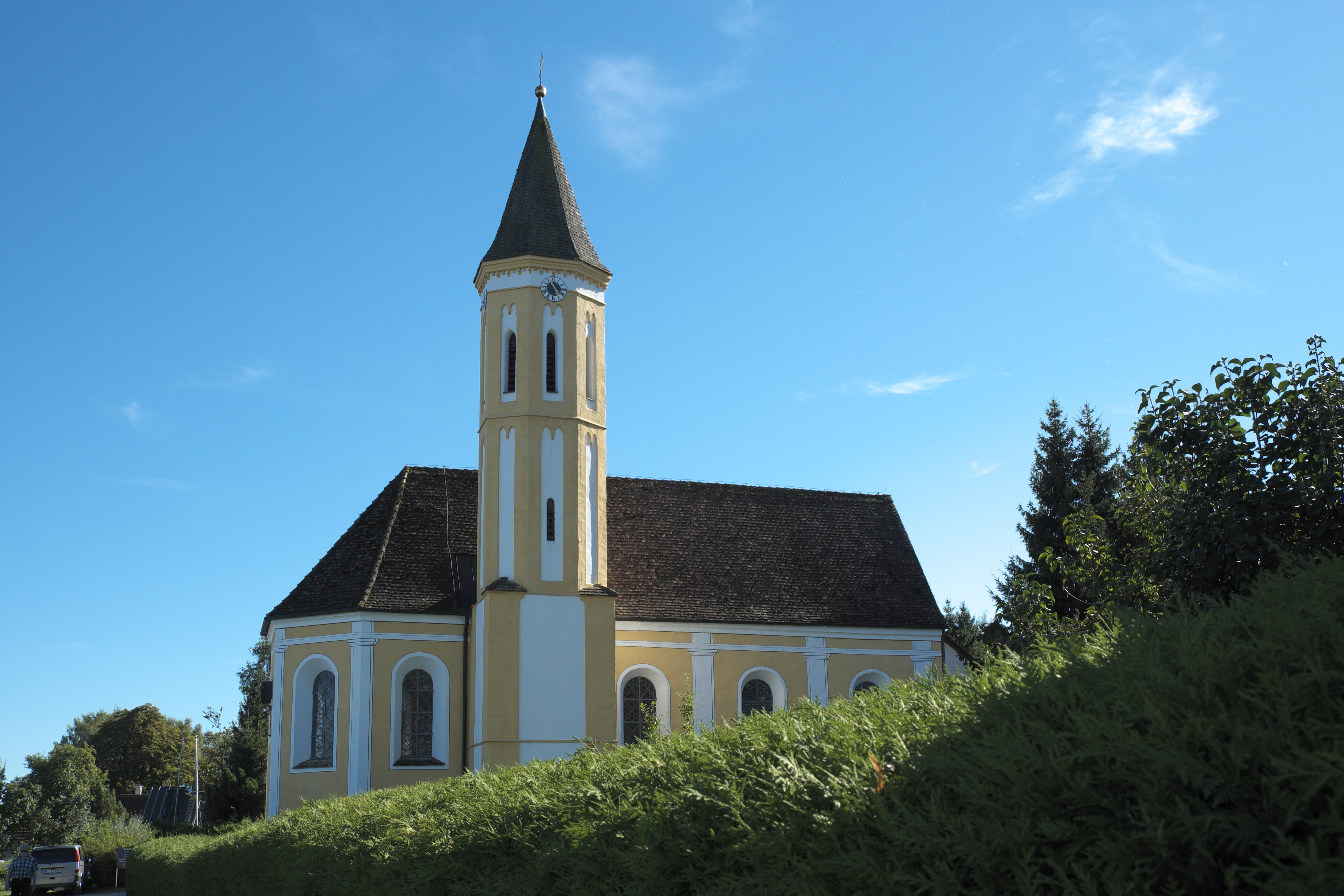
Ansicht von Norden

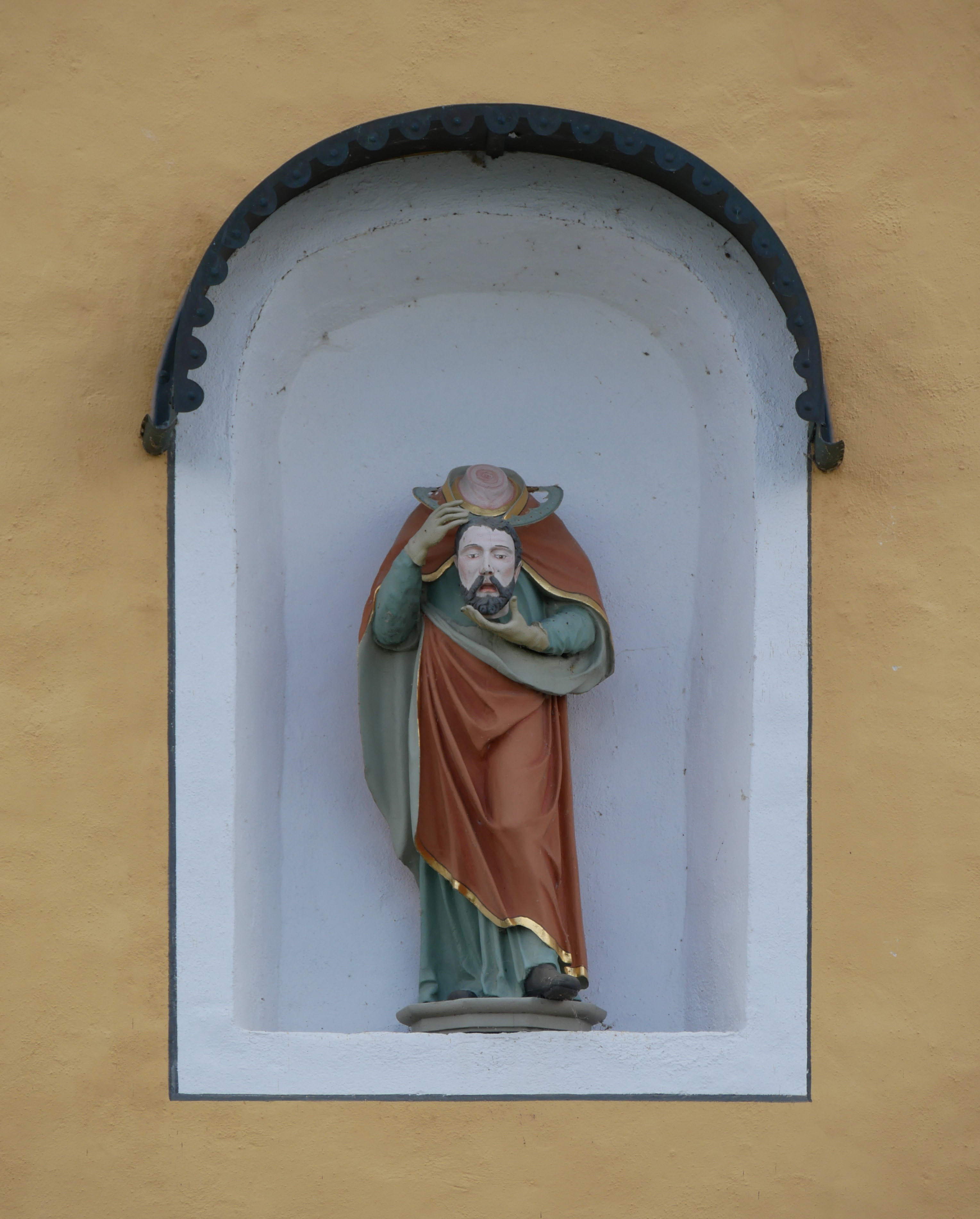
Heiliger Alban

Die römisch-katholische Filialkirche und ehemalige Wallfahrtskirche St. Alban in Sankt Alban, einem Ortsteil der Gemeinde Dießen am Ammersee im oberbayerischen Landkreis Landsberg am Lech, ist im Kern ein gotischer Kirchenbau aus dem späten 15. Jahrhundert, der im 18. Jahrhundert barockisiert wurde. Die Kirche ist zu Ehren des heiligen Alban von Mainz geweiht, eines Missionars und Märtyrers, der im frühen 5. Jahrhundert enthauptet wurde. Die Kirche steht auf der Liste der geschützten Baudenkmäler in Bayern.

## Geschichte
Die heutige Kirche ließ der Propst des Augustiner-Chorherrenstifts in Dießen Johannes II. Zallinger um 1480 an der Stelle eines einsturzgefährdeten Vorgängerbaus errichten. In den Jahren 1736 bis 1739 ließ Propst Herkulan Karg die gotische Kirche im Stil des Barock umgestalten. Vom Abbruch im Zuge der Säkularisation blieb die Kirche verschont, da sie der letzte Propst des Dießener Klosters Ferdinand Grässl im Jahr 1812 erwarb.

## Architektur

### Außenbau
Die unmittelbar am Westufer des Ammersees gelegene Kirche ist ein Saalbau mit holzverschindelter Westfassade und einem nicht eingezogenen Chor im Osten. Im nördlichen Chorwinkel steht der Glockenturm, dessen quadratischer Unterbau einen zweigeschossigen, oktogonalen Aufbau mit Spitzhelm trägt. In diese beiden oberen Stockwerke sind von Spitzbögen gerahmte Blendfelder mit schmalen, spitzbogigen Öffnungen eingeschnitten. Langhaus und Chor werden von aufgemalten Pilastern und Rundbogenfenstern gegliedert, die während der Barockisierung der Kirche vergrößert wurden. In einer Nische im Chor steht die Figur des heiligen Alban, der sein abgeschlagenes Haupt in Händen hält.

### Innenraum

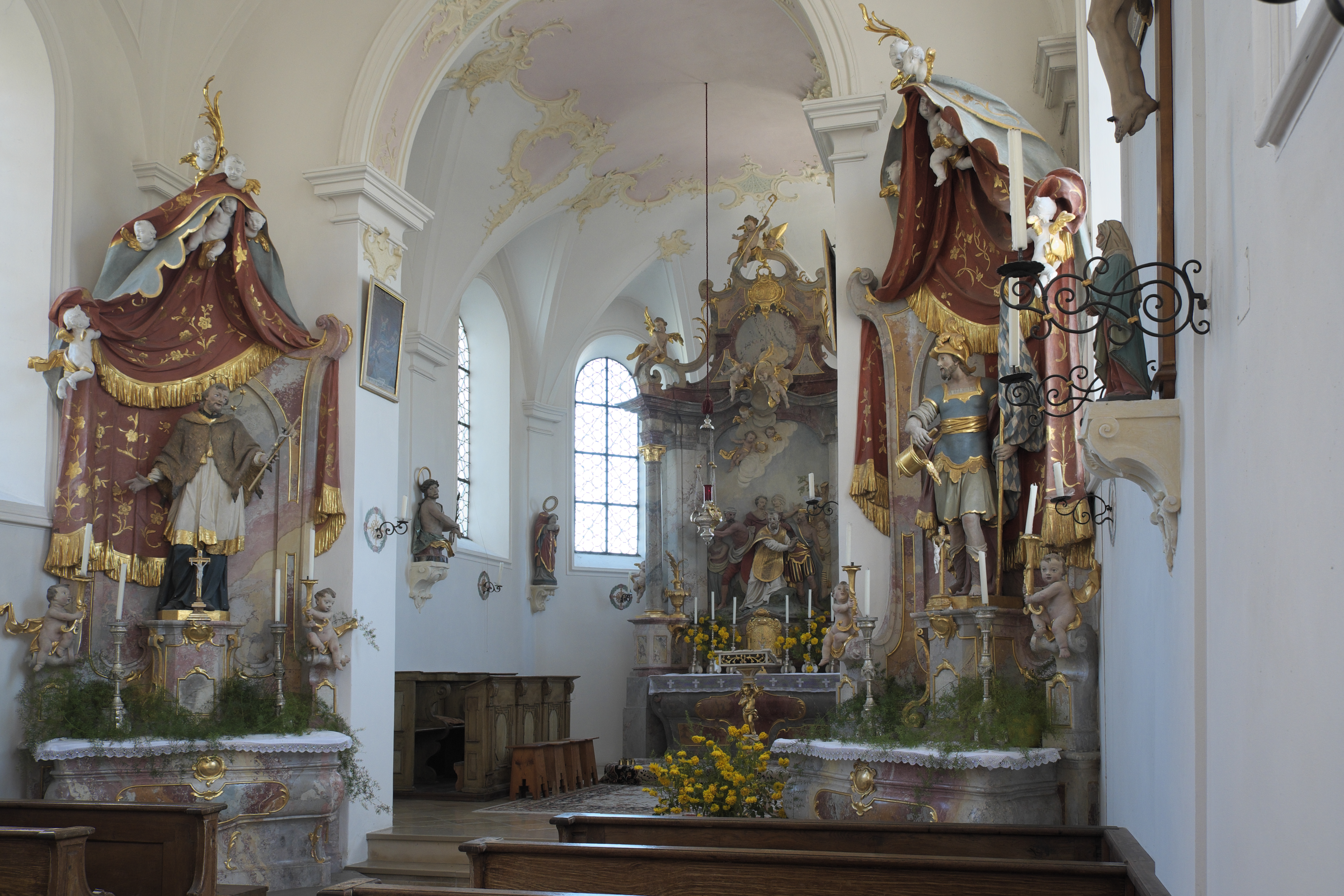
Innenraum

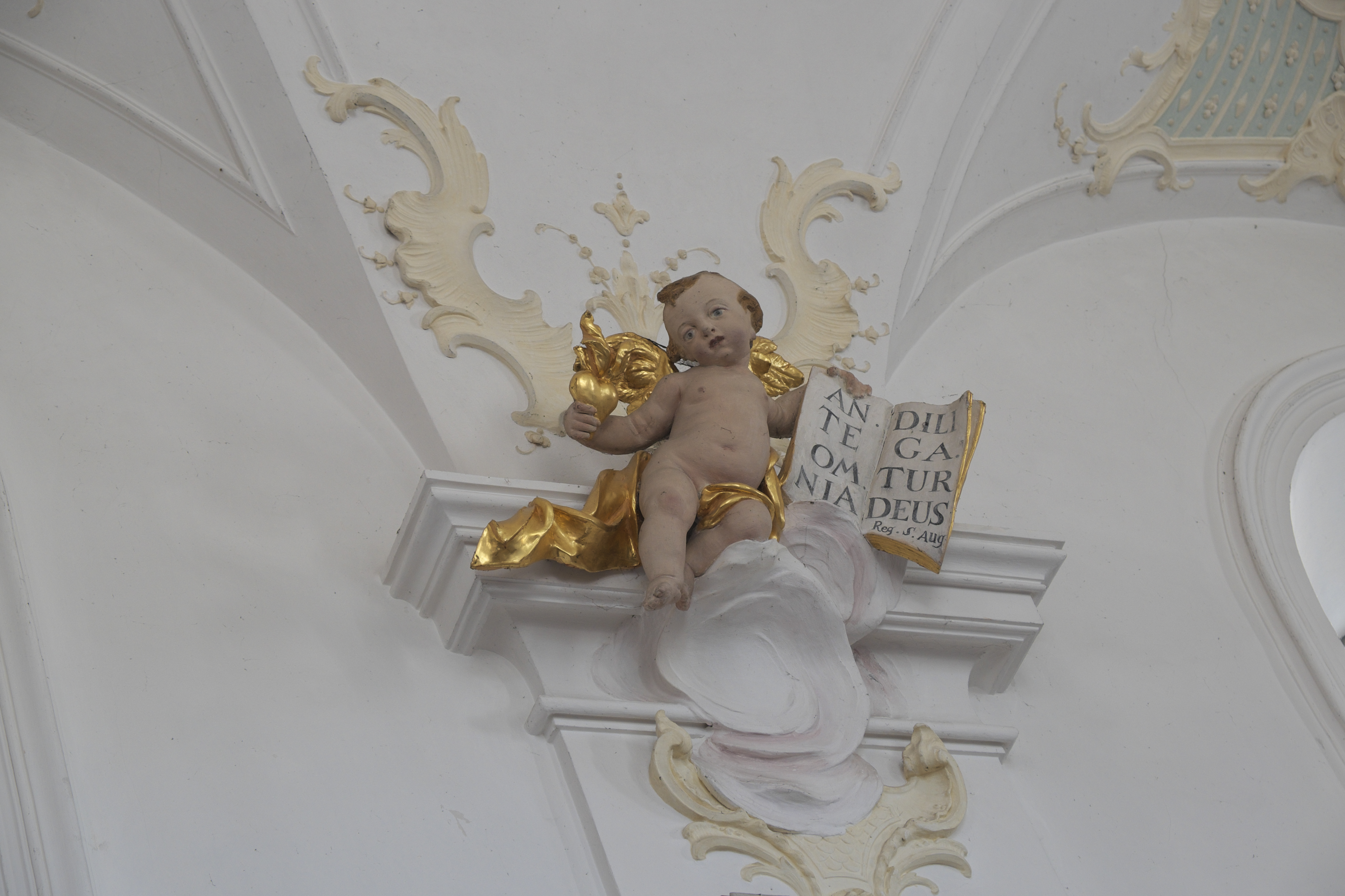
Stuckdekor

Im Inneren gliedern flache Pilaster das dreiachsige Langhaus, das wie der fünfseitig geschlossene Chor von einer abgeflachten Stichkappentonne gedeckt wird, die 1739 anstelle der ursprünglichen gotischen Holzdecke eingezogen wurde. Den westlichen Abschluss des Langhauses bildet eine Empore mit gerader Brüstung, zu der eine Holztreppe führt. Das Gemälde einer in Sankt Alban ankommenden Prozession, das die gesamte Emporenbrüstung einnimmt, wurde in der Mitte des 19. Jahrhunderts von dem in Dießen am Ammersee tätigen Maler Karl Vorhölzer ausgeführt.
Der farbig gefasste Stuckdekor im Stil des frühen Rokoko stammt von 1739.

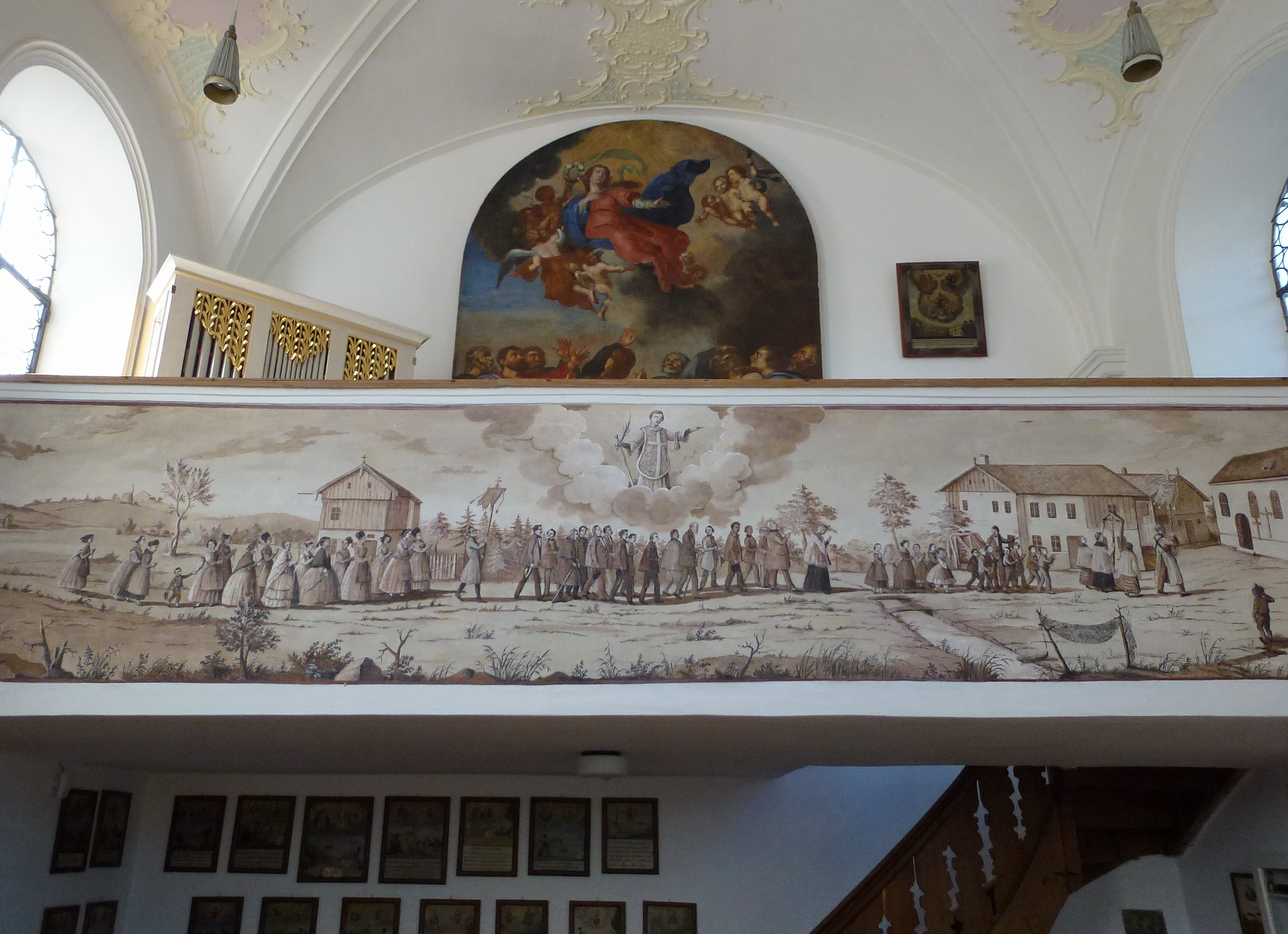
Emporenbild
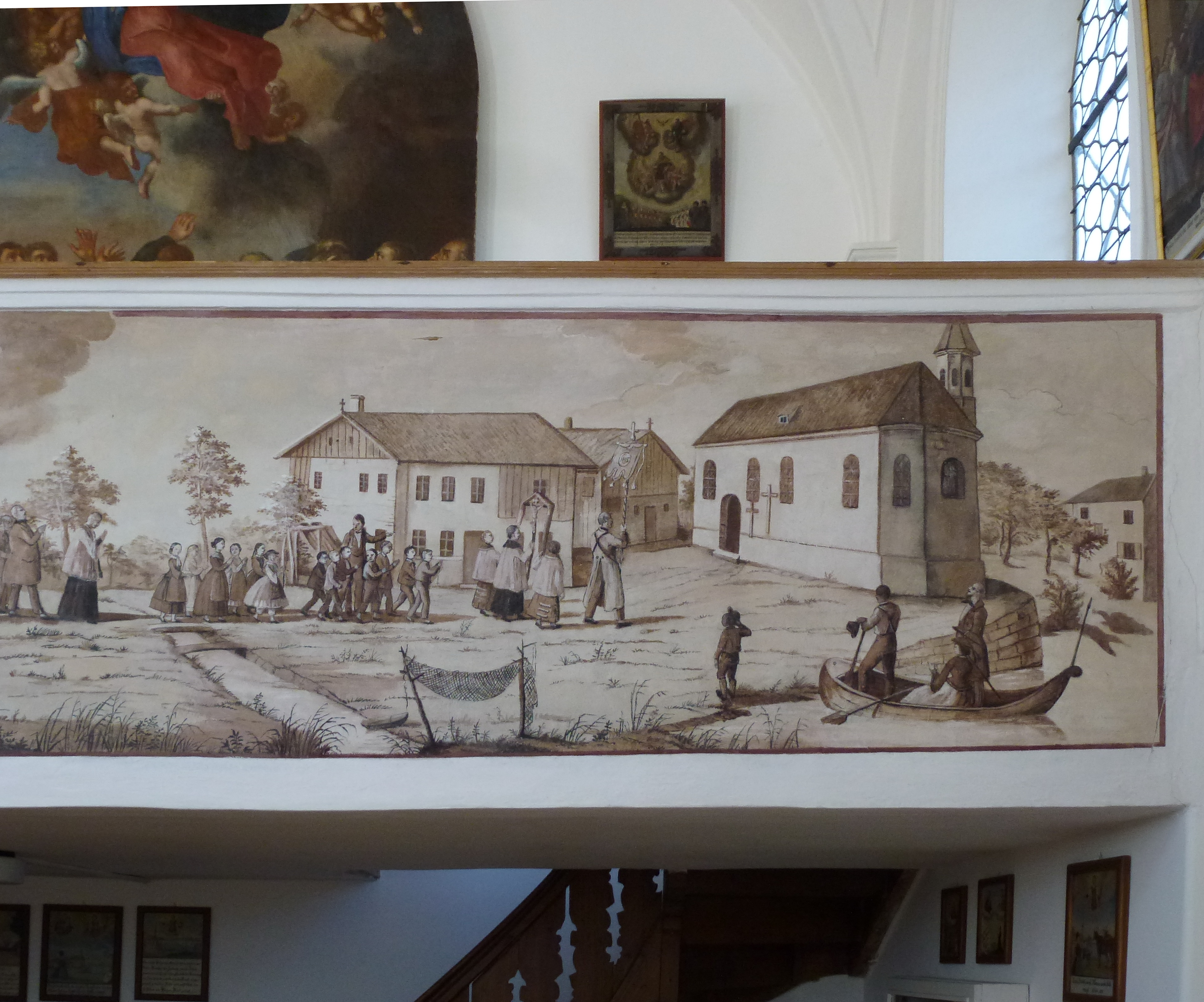
Emporenbild (Detail)

## Ausstattung

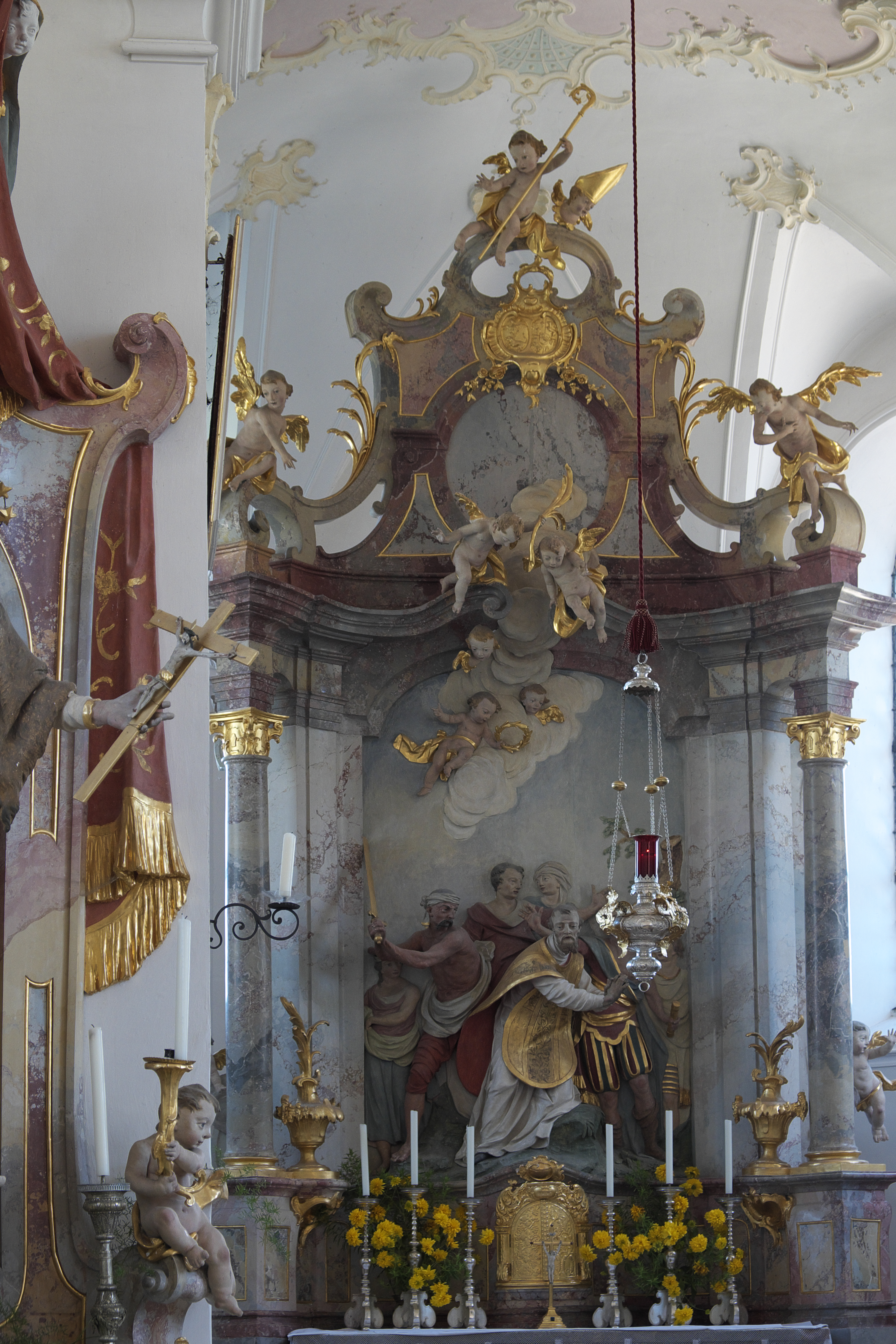
Hauptaltar

- Der zweisäulige Hauptaltar mit seinem von Engelsputten besetzten Gebälk wurde wie die beiden Seitenaltäre um 1770 von Thomas Schaidhauf aus Raisting geschaffen. Das Stuckrelief des Hauptaltars stellt die Enthauptung des heiligen Alban dar. Die Altaraufsätze der Seitenaltäre werden von aufwändigen Stuckvorhängen, die von Engelsputten gehalten werden, bekrönt. Auf den Podesten stehen lebensgroße Holzfiguren, am nördlichen Altar der heilige Johannes Nepomuk und am südlichen Altar der heilige Florian.
- Aus der gleichen Zeit wie die Altäre stammt auch die teilweise vergoldete Kanzel aus Stuckmarmor.
- Das Gemälde mit der Darstellung der Apotheose des heiligen Alban war vermutlich das Altarblatt des ehemaligen Hochaltars. Es wurde um 1620 vermutlich in der Werkstatt von Elias Greuter dem Älteren (auch Greither) in Weilheim in Oberbayern gemalt.
- Die beiden auf Stuckkonsolen im Chor stehenden Halbfiguren der Schmerzhaften Muttergottes und des Schmerzensmannes werden wie das Kruzifix im Langhaus zwischen 1755 und 1770 datiert und dem Bildhauer Franz Xaver Schmädl zugeschrieben.
- Die 14 gemalten Kreuzwegstationen sind mit der Jahreszahl 1772 bezeichnet.
- In der Kirche werden zahlreiche Votivbilder aufbewahrt, das älteste ist mit der Jahreszahl 1715 datiert.

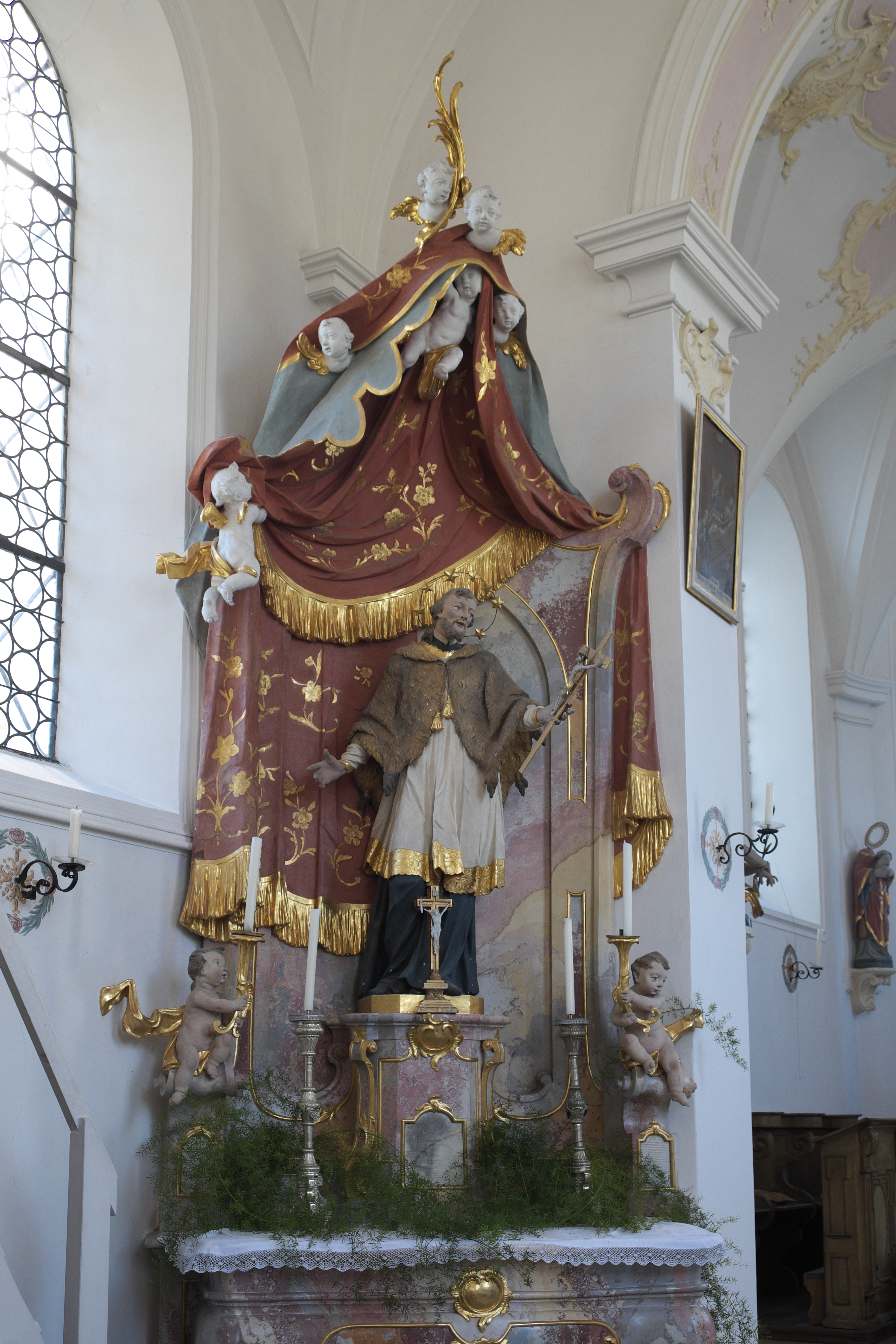
Nördlicher Seitenaltar mit Johannes Nepomuk
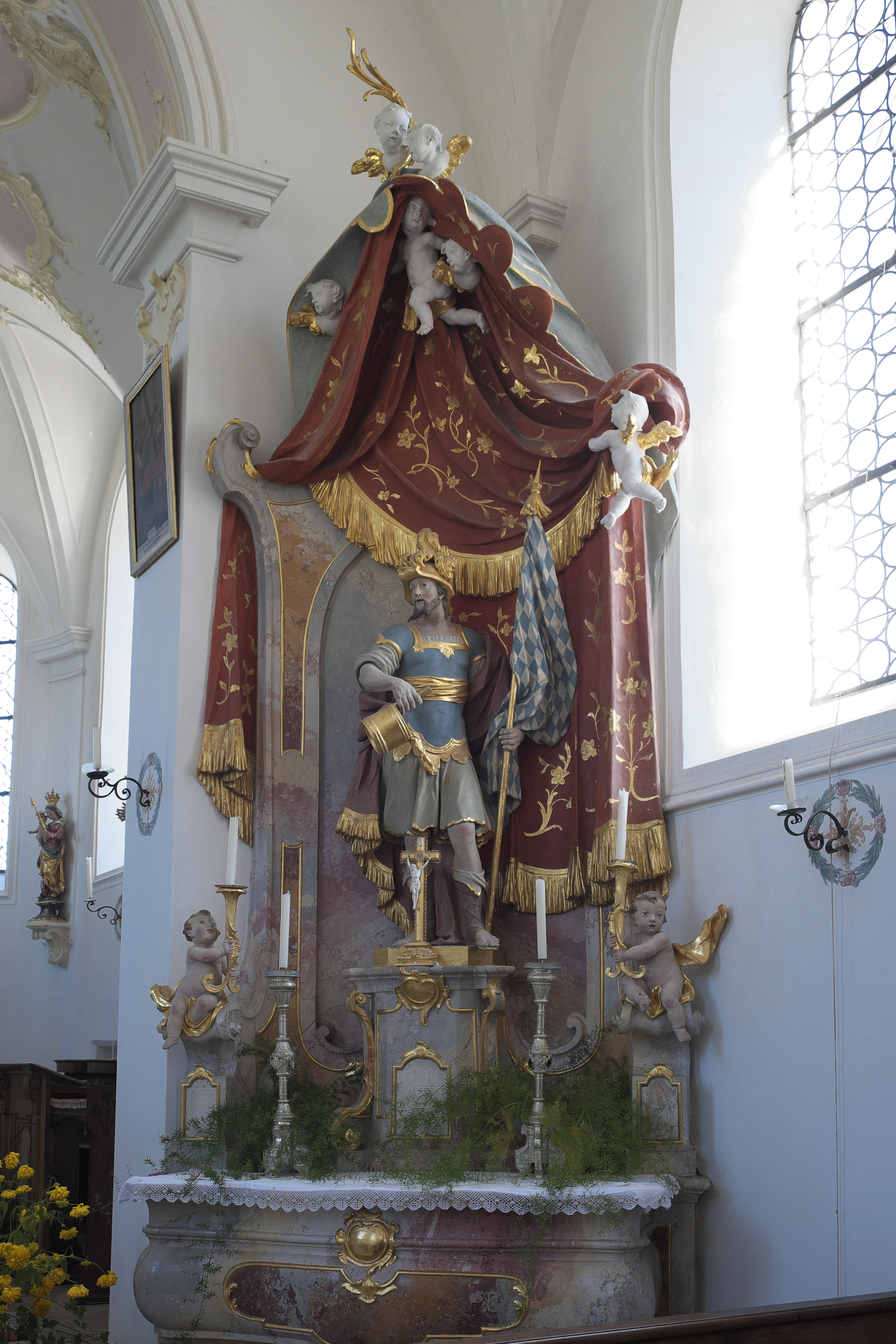
Südlicher Seitenaltar mit dem heiligen Florian
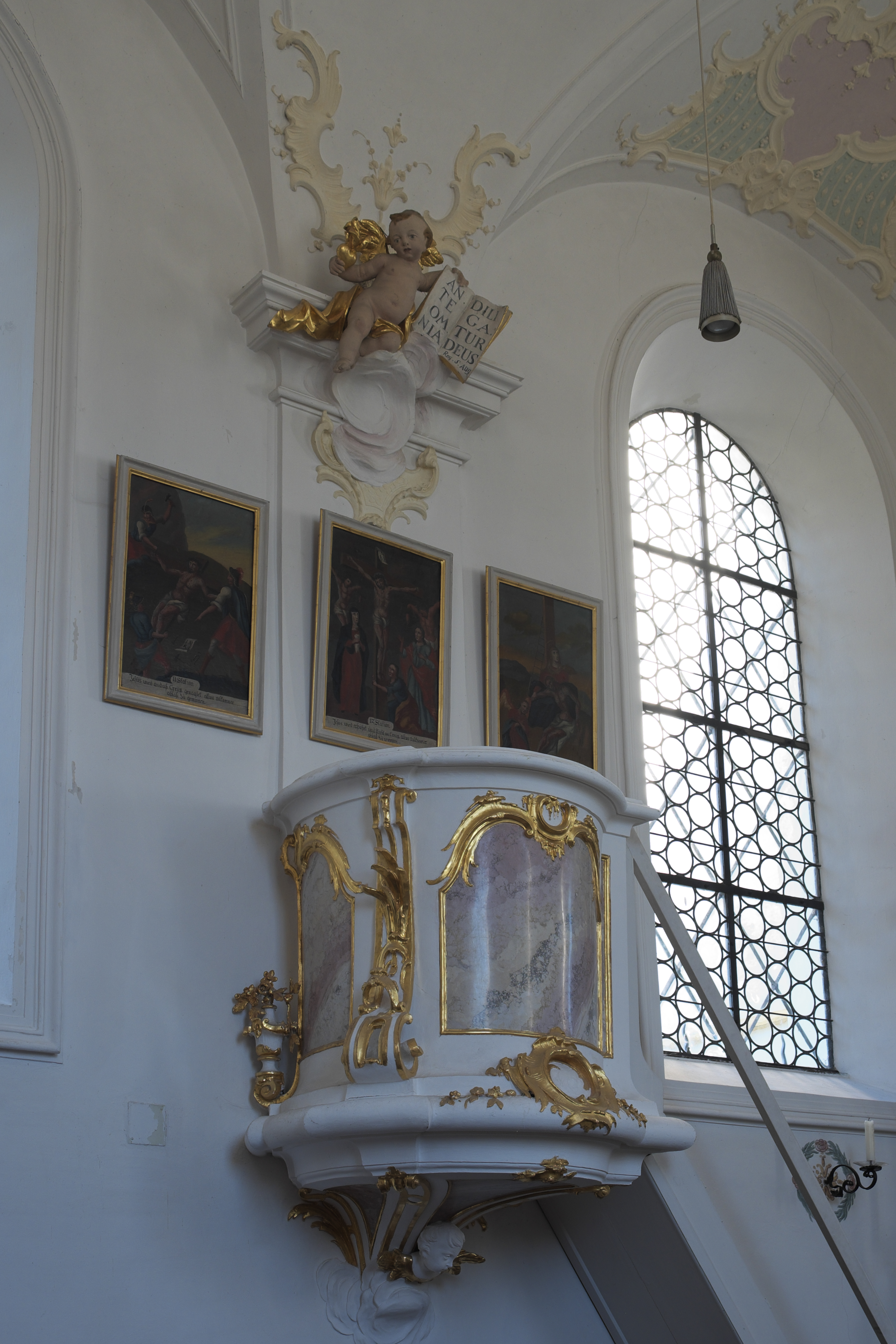
Stuckmarmorkanzel
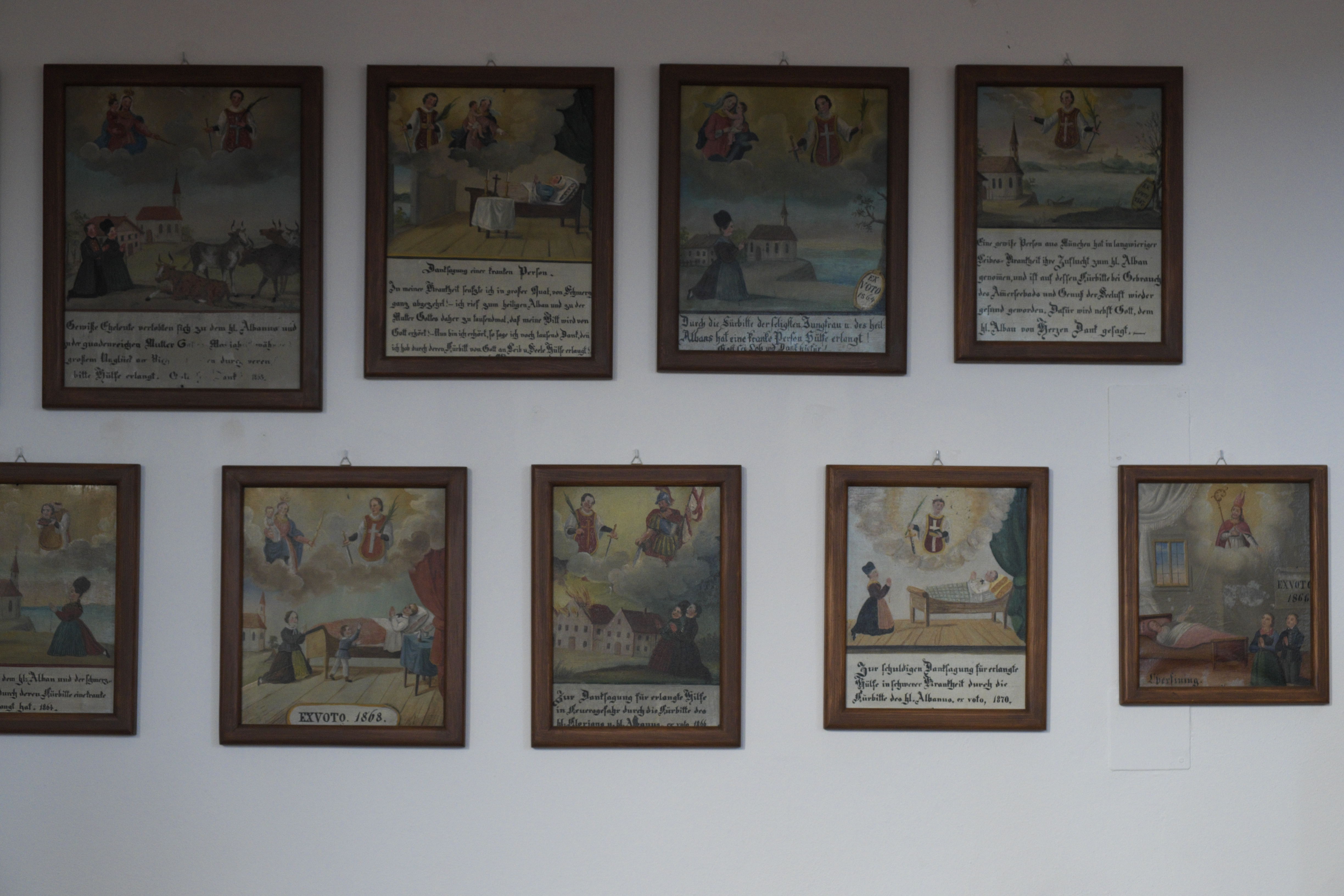
Votivbilder